# アダムな夜
「アダムな夜」（アダムなよる）は、1995年2月13日に発売された鈴木雅之の通算19枚目のシングル。

## 解説
「アダムな夜」はTBS系『私、味方です』主題歌。「バッカス ブルース」は同番組挿入歌でアルバム未収録。
ベスト・アルバム『MARTINI II』の先行シングル。

## 収録曲
全曲　作詞：阿木燿子　作曲：宇崎竜童　編曲：松本晃彦
1. アダムな夜
2. バッカス ブルース
3. アダムな夜 〜Backing Track〜
4. バッカス ブルース 〜Backing Track〜